# Rand McNally Building
El Rand McNally Building fue un edificio construido en 1889 Chicago. Fue el primer rascacielos con estructura de acero del mundo. Fue diseñado por Burnham y Root. En 1911 fue demolido.

## Descripción
Estaba ubicado en 160-174 Adams Street (en el lado sur entre LaSalle y Wells) y también tenía el frente # 105– # 119 en la parte trasera (Quincy Street). Fue erigido en 1889 a un costo de 1 millón de dólares. Tenía 45 m de altura, 10 pisos, 16 tiendas y 300 oficinas, pero el inquilino principal era Rand, McNally & Co., impresores y editores, con 900 empleados. Las oficinas generales de Chicago, Milwaukee, St. Paul and Pacific Railroad estaban ubicadas aquí en el segundo y tercer piso, al igual que la sede de la Exposición Mundial Colombina, en el cuarto y quinto piso. La Compañía de Teléfonos de Larga Distancia (al lado de Quincy Street) permitió a los clientes la posibilidad de telefonear a la ciudad de Nueva York, una novedad en ese momento.
Fue demolido en 1911. En su lugar se construyó el Continental and Commercial National Bank, diseñado en 1912 por D.H. Burnham & Company.